# Vincenzo Borelli
Vincenzo Borelli (Modena, 5 gennaio 1786 – Modena, 26 maggio 1831) è stato un patriota italiano.

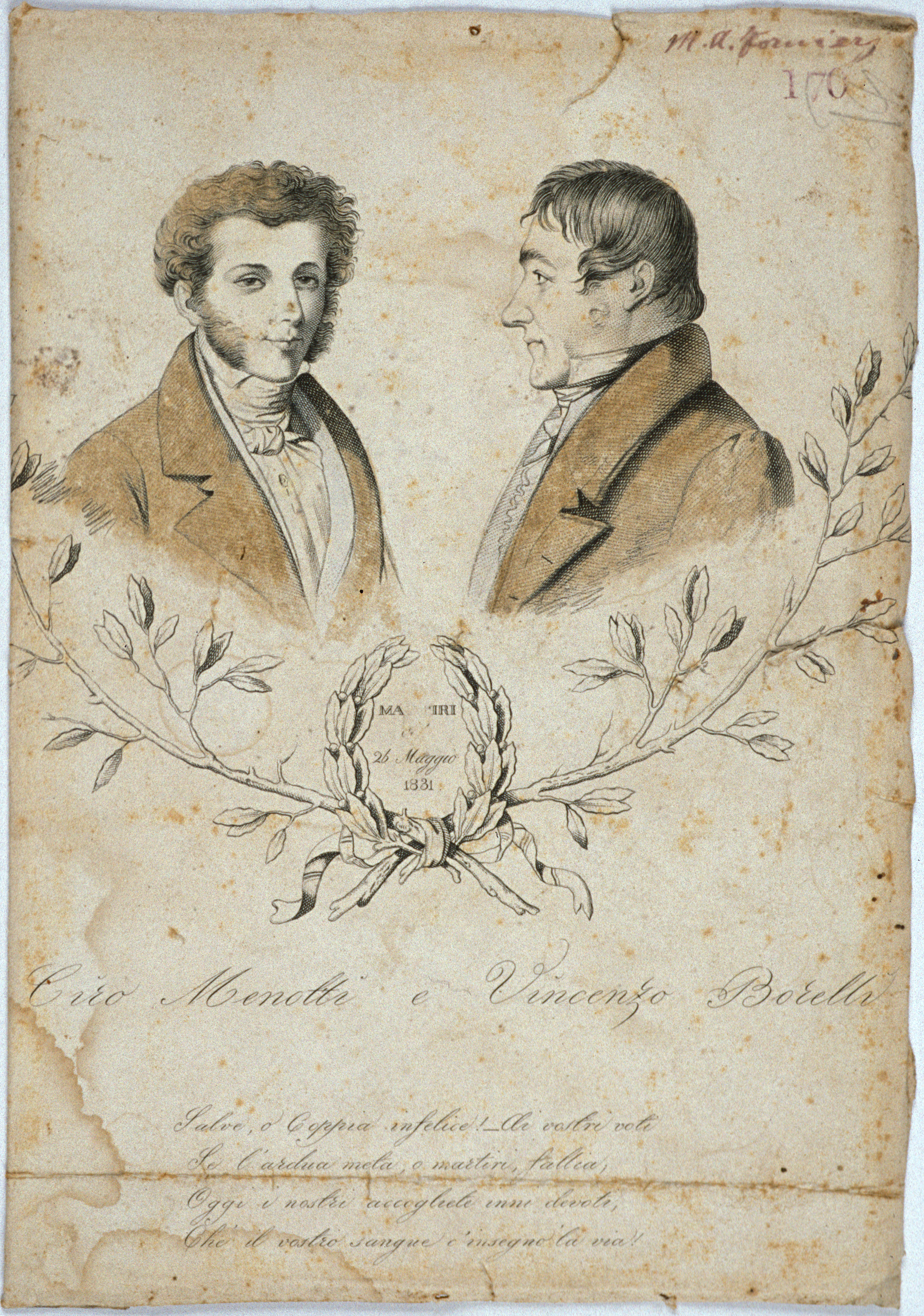
Ambito italiano, Ritratto di Ciro Menotti e Vincenzo Borelli, 1875-1899, Raccolte del Museo del Risorgimento di Modena

Notaio con accese simpatie liberali, il 6 febbraio 1831 redasse l'atto che dichiarava decaduto Francesco IV di Modena, aiutato da Biagio Nardi.
Soppresse le Province Unite, fu giustiziato tramite impiccagione insieme al padre della rivolta modenese Ciro Menotti (26 maggio 1831).